# Fiat Bravo (2007)
Fiat Bravo este un autovehicul din segmentul C, produs de Fiat între 2007 și 2014. Acesta a fost dezvoltat în cadrul proiectului Progetto 198, sub conducerea lui Gianfranco Romeo, și a înlocuit Fiat Stilo. Modelul a fost prezentat oficial pe 29 ianuarie 2007 la Roma, iar comercializarea a început pe 3 februarie. Începând din 2010, a fost introdus un facelift minor, care a adus modificări la grila frontală, manetele ușilor și oglinzile laterale, noi opțiuni de culoare, precum și îmbunătățiri ale interiorului.
Producția europeană, la uzina din Cassino, s-a încheiat în iulie 2014. A fost înlocuită de Fiat Tipo și de Fiat 500X, cu dimensiuni similare. Cu un ușor facelift, modelul a continuat să fie produs și comercializat în Brazilia până în 2016. Bravo a fost primul model care a purtat noul logo al Fiat Automobiles, introdus în octombrie 2006, cu un fundal roșu în cadrul cromat.
Numele se inspiră dintr-o versiune anterioară, Fiat Bravo, un autovehicul compact din anii 1990, care se remarca printr-o caroserie sportivă cu trei uși.

## Context

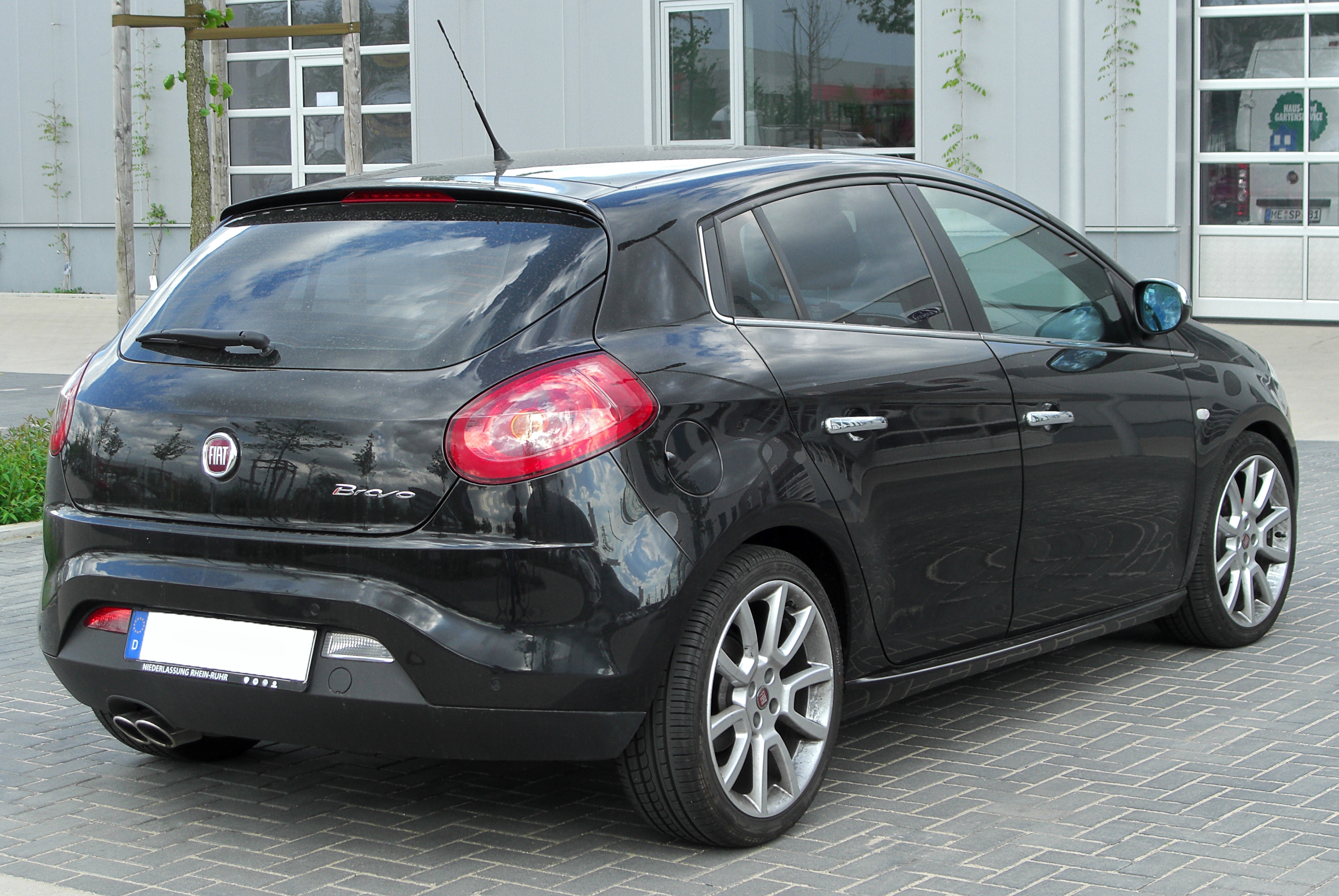
Fiat Bravo - spate (pre-facelift)

Scopul acestui vehicul a fost de a reînnoi prezența FIAT în segmentul compactelor medii, după succesul obținut de Fiat Grande Punto în categoria subcompacte. Pentru a realiza acest lucru, a fost introdus un model cu caroserie hatchback cu 5 uși. Dezvoltarea post-proiectare a fost încredințată companiei Magna Steyr din Austria, care a colaborat cu inginerii FIAT, în principal în faza de prototip și teste, cu scopul de a aduce rapid vehiculul în producție. Proiectul a fost aprobat de conducerea FIAT în aprilie 2006.

Pentru a dezvolta vehiculul în doar 18 luni, FIAT și Magna Steyr au utilizat tehnologia de simulare virtuală, ceea ce a contribuit la reducerea semnificativă a timpului de industrializare.

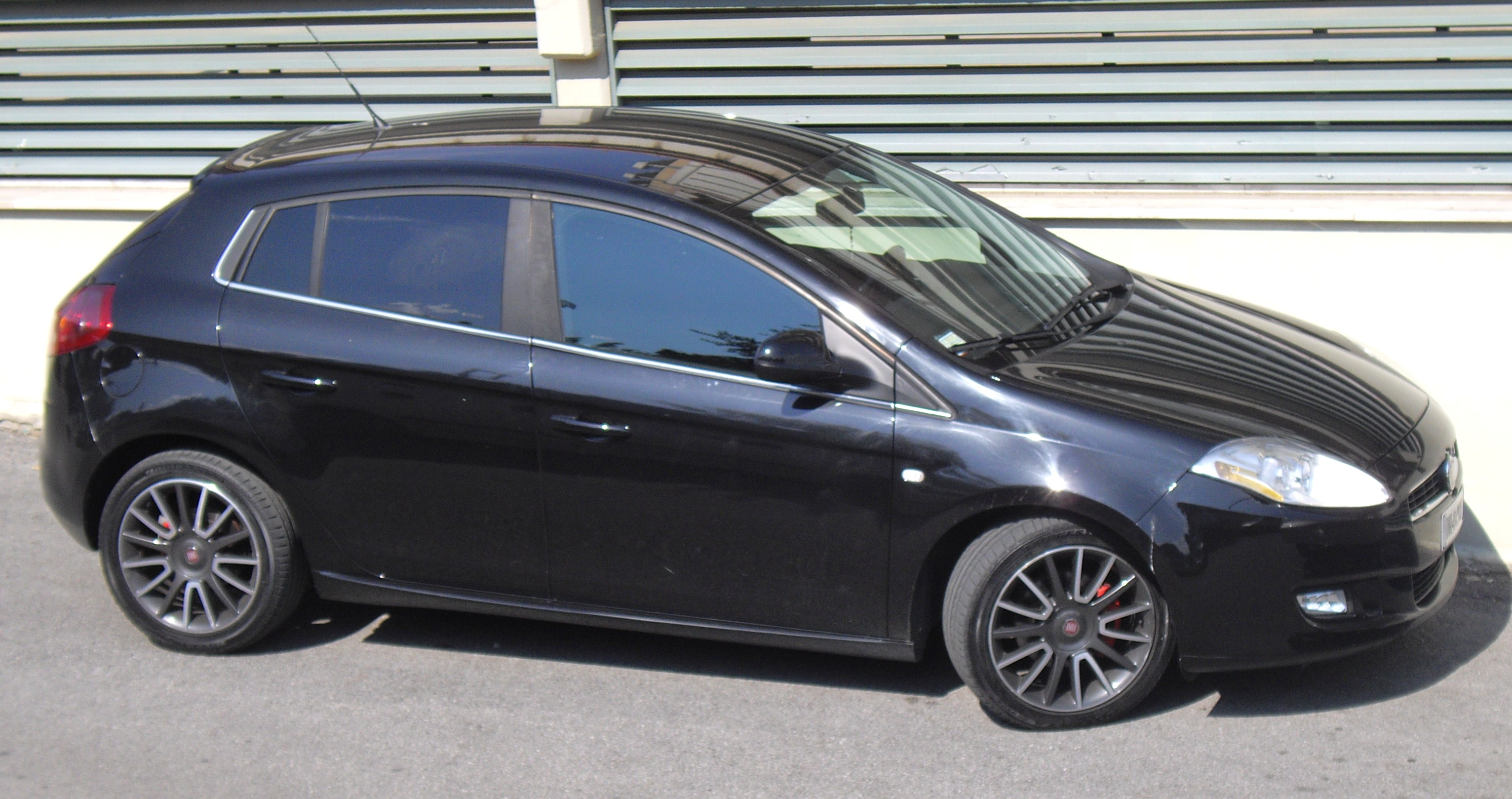
Vedere laterală a unei Fiat Bravo Sport din 2009

Designul Fiat Bravo a fost coordonat de Alberto Dilillo, împreună cu Emanuele Bomboi și Frank Stephenson, bazându-se pe o evoluție a stilului Giugiaro introdus de Fiat Grande Punto. Partea frontală este dominată de o grilă împărțită, finisată cu crom, iar secțiunea superioară încorporează noul logo FIAT pe un fundal roșu. Farurile frontale, de formă picurată, se integrează perfect între capotă și pasajele roților laterale. Profilul este caracterizat de o linie a feronierelor care urcă spre spate, fiind fluidizată de geamuri subțiri cu rame cromate (standard pe versiunile de top). Partea din spate preia elemente de la vechea Bravo cu 3 uși din 1995, având grupuri optice de formă rotundă, un hayon bombat care adăpostește o lunetă mică în formă de triunghi.

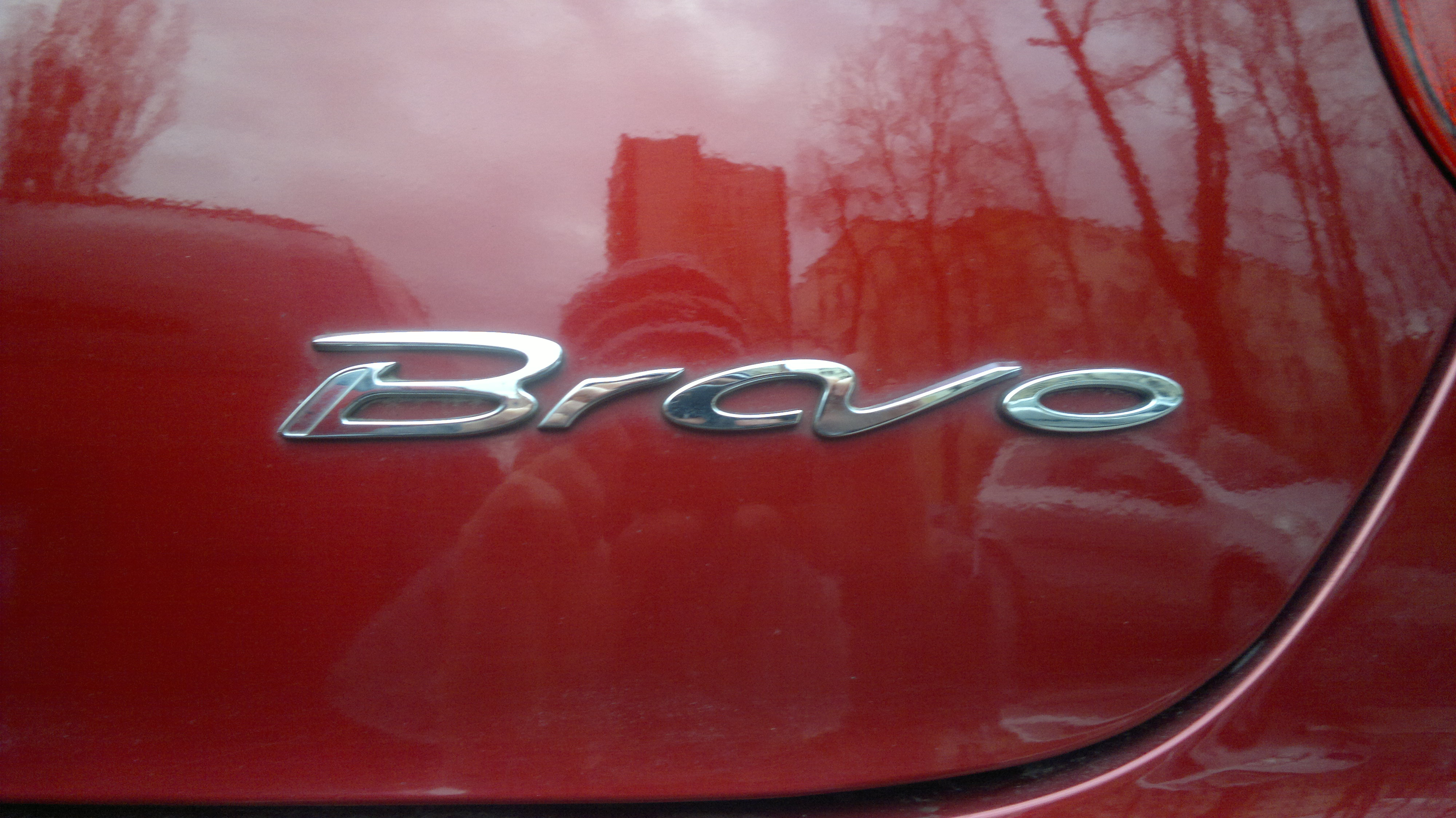
Detaliu logo Fiat Bravo

Fiat Bravo utilizează platforma Pianale C, derivată și adaptată din platforma Stilo, care este utilizată și de noua Lancia Delta. Sistemul de suspensie include o suspensie independentă pe față cu bara stabilizatoare MacPherson, iar la spate se utilizează configurația clasică cu roți interconectate printr-o bară torționată și bară stabilizatoare. Sistemul de frânare pentru toate versiunile utilizează patru frâne cu disc, cu discuri ventilate pe față.
Pentru piețele din EMEA, Bravo a fost produs la uzina Fiat din Piedimonte San Germano.

## Producție

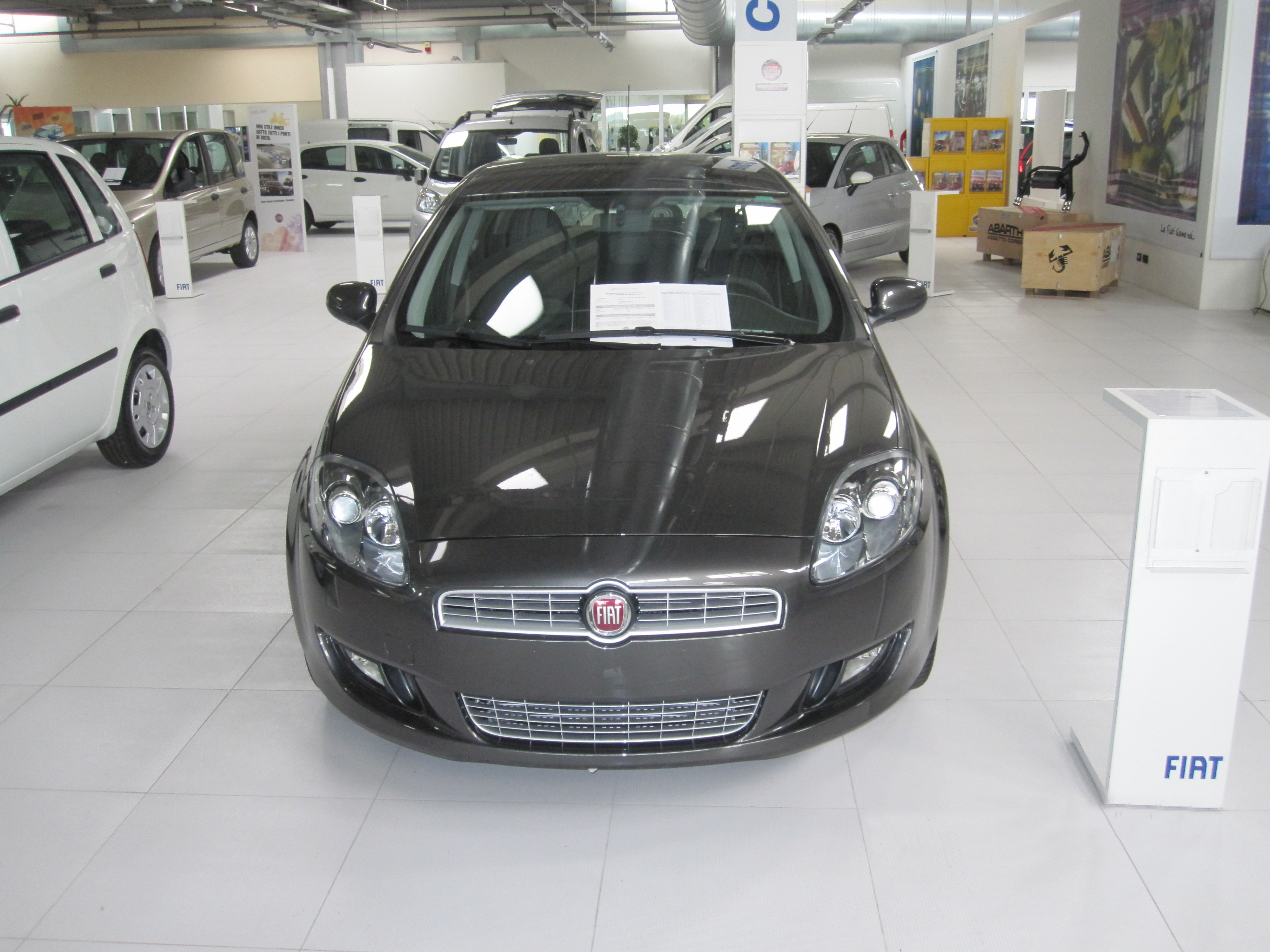
Fiat Bravo Model Year din 2010

### Piața europeană
Vehiculul a fost produs în uzina din Piedimonte San Germano - în Lazio, lângă Cassino, alături de omologul său Lancia Delta. 
În februarie 2010, a fost lansat modelul Bravo actualizat, denumit Model Year 2010. Această versiune a beneficiat de modificări minore atât la exterior, cât și la interior. Versiunile Active erau echipate cu un tablou de bord imprimat cu efect carbon și cu mâneri vopsite în culoarea caroseriei. Toate variantele au primit faruri frontale fumurii și o garnitură internă revizuită. Grila frontală a fost cromată pentru versiunile Emotion sau vopsită într-o tonalitate gri închis numită Metalluro pentru versiunile Sport și Dynamic. 
În decursul anului 2014, producția modelului Bravo în uzina de la Cassino a fost încheiată. Vânzările europene anuale ale modelului Bravo în 2013 au fost de aproximativ 10.000 de unități; maximul anual a fost atins în anul 2007, anul lansării acestuia, când s-au înmatriculat 97.000 de unități în termen de 10 luni. Producția totală în Italia a fost de 185.000 de unități.

### Piața sud-americană

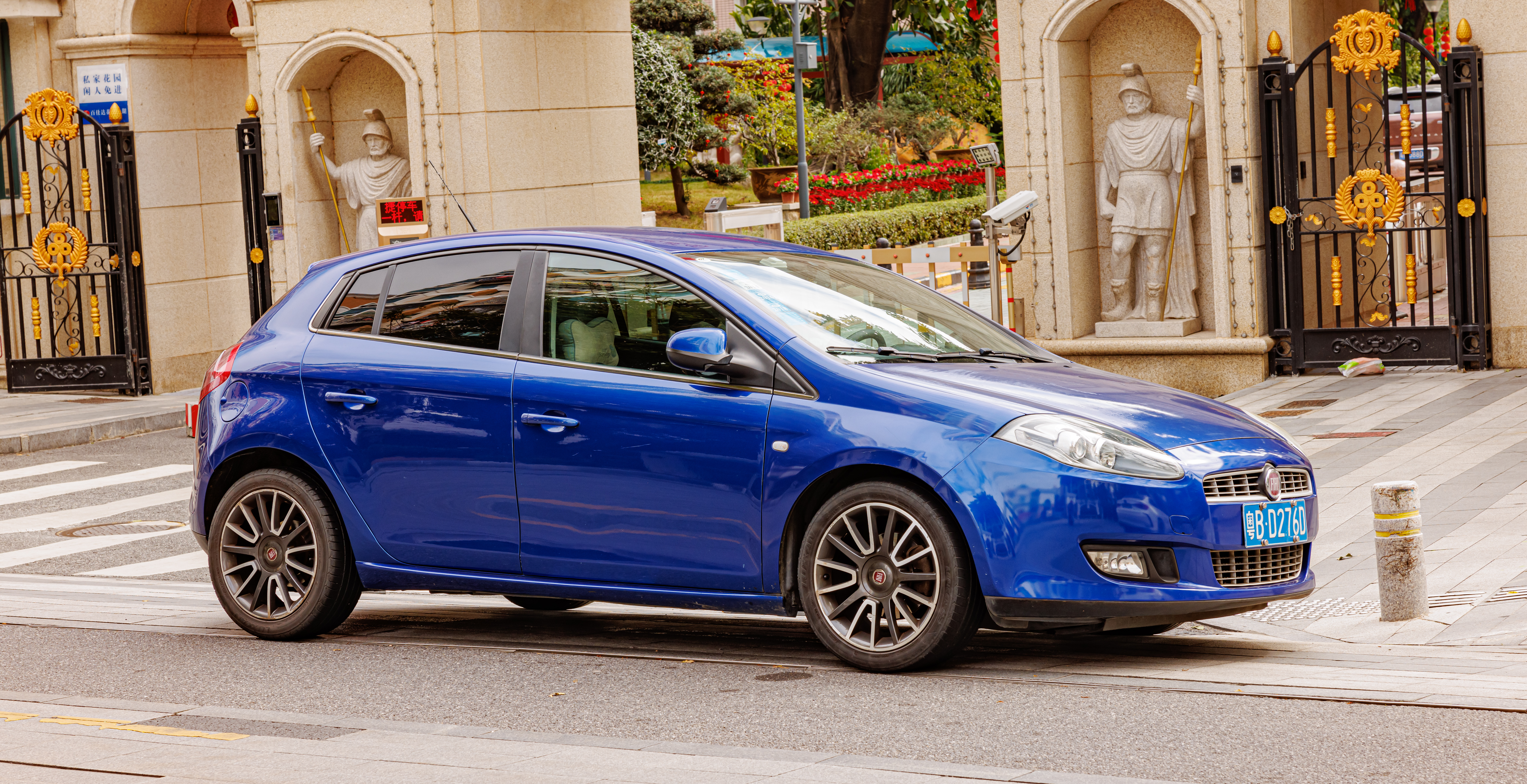
Fiat Bravo (facelift)

După prezentarea la Salonul Auto de la São Paulo, la sfârșitul anului 2010, în uzina Fiat din Betim (Statul Minas Gerais, Brazilia) a început producția modelului Fiat Bravo destinat piețelor din subcontinentul sud-american. A fost disponibil cu două motorizări și trei niveluri de echipare (cinci niveluri de echipare din 2012), motorizarea braziliană 1.8L 16V E.torQ (bazată pe motorul Tritec) echipată cu transmisie manuală cu cinci trepte sau transmisie Dualogic și motorul italian 1.4L cu 152 PS (112 kW; 150 CP) (cu opțiune Overboost) și transmisie manuală cu șase trepte. În octombrie 2014, Fiat a prezentat la Salonul Auto de la São Paulo modelul Bravo Model Year 2015. Vehiculul a primit un restyling, cu un nou design al barei de protecție și grupuri optice posterioare bordate cu negru. Pentru prima dată, pe piața braziliană a devenit disponibilă transmisia automată Dualogic. Producția modelului Bravo în Sud-America a fost încheiată în iunie 2016.

### Alte piețe

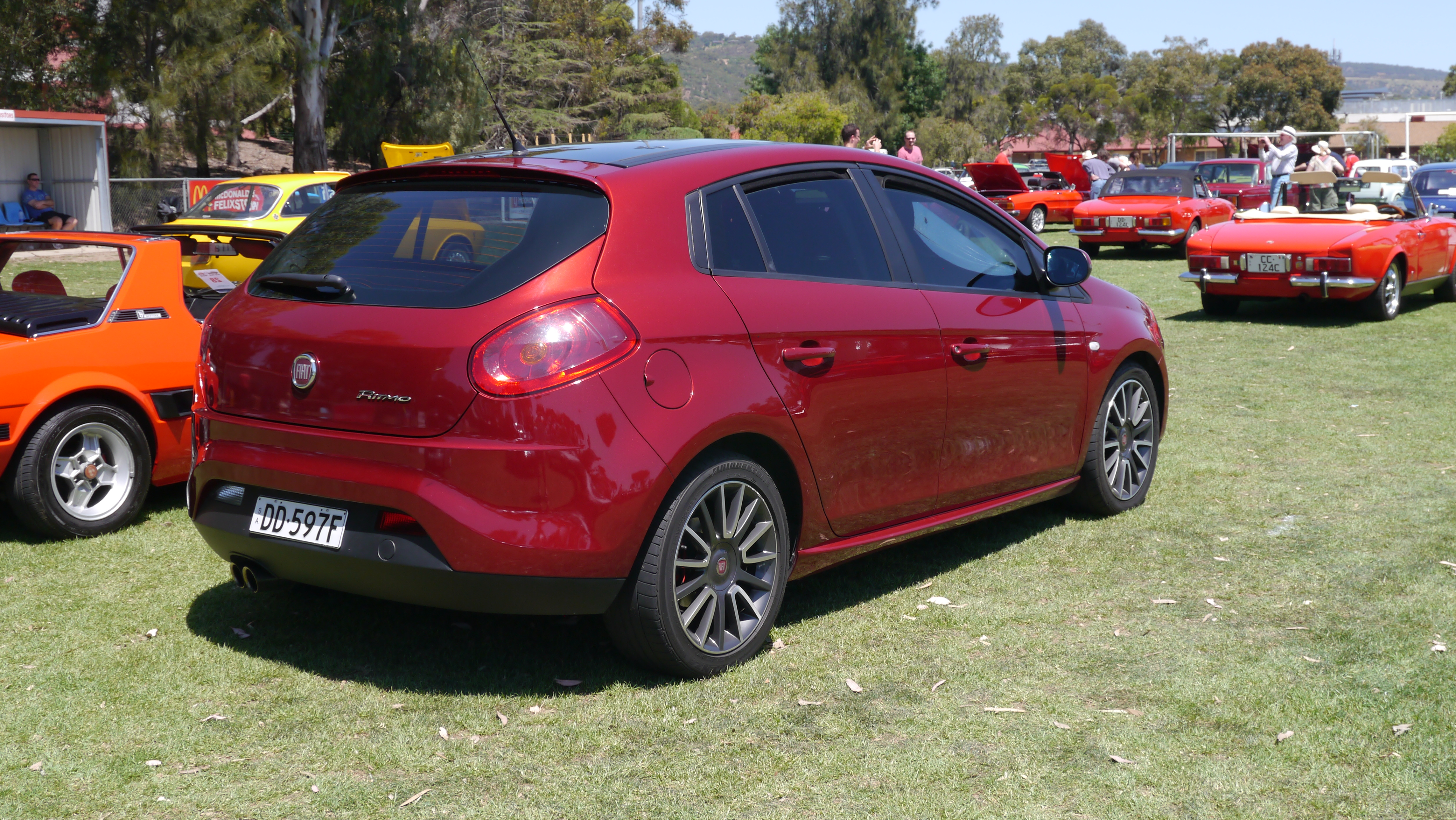
Fiat Bravo denumită Ritmo pentru piața australiană

Fiat Bravo a fost vândută între 2008 și 2009 și pe piața australiană, unde a primit denumirea Fiat Ritmo, un nume folosit anterior în anii '70 și '80 pentru un alt model al mărcii italiene, deoarece numele Bravo era deja înregistrat în Australia de Mazda pentru a identifica pick-up-ul B2500.

## Motorizări

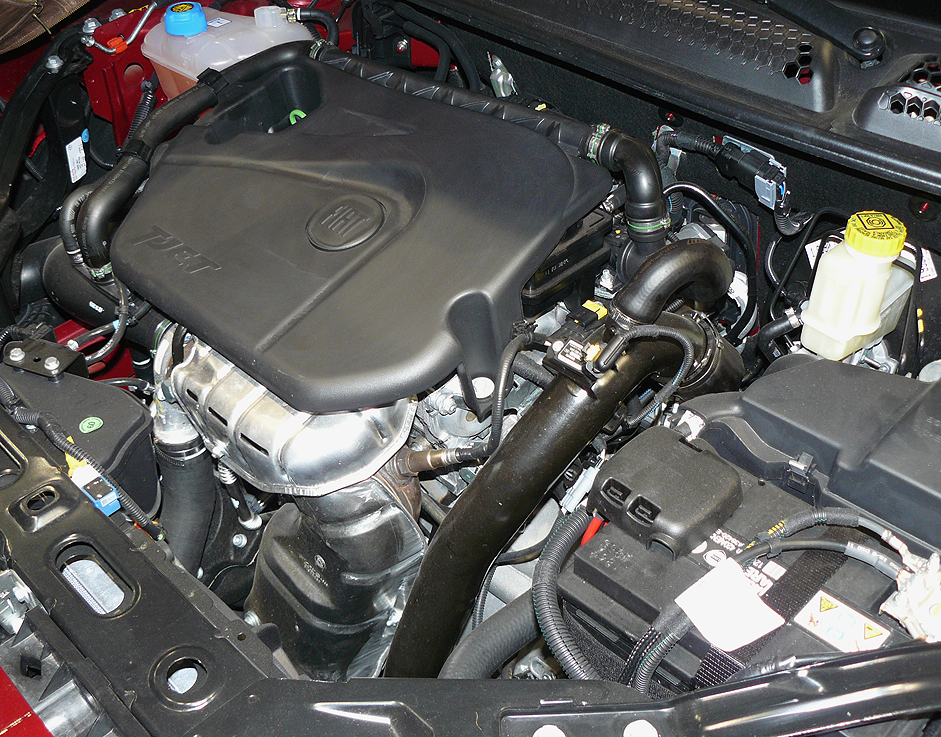
Motorul Fiat 1.4 T-Jet de 150 de cai putere

### Benzină
La lansare, singura motorizare disponibilă era motorul 1.4 FIRE 16V de 90 de cai putere Euro 4, asociat cu o cutie de viteze manuală cu 6 trepte. La sfârșitul verii 2007 au fost prezentate variantele turbo 1.4 T-Jet de 120 și 150 de cai putere și cu un cuplu motor maxim de 206 N•m, care ajung la 230 N•m cu overboost activ; derivate din motorul FIRE clasic și dotate cu turbo, acestea oferă consum redus, performanțe bune și emisii scăzute de poluanți. Ambele motoare respectă standardele Euro 4. În 2010, motorul 1.4 de 90 CV și T-Jet-ul de 120 CV devin Euro 5; din luna iunie este disponibil motorul 1.4 Turbo Multiair de 140 de cai putere care înlocuiește motorul vechi de 150 de cai putere. Omologat Euro 5, acesta are performanțe similare dar cu un consum mai redus. Motorul 1.4 Multiair dispune de un cuplu maxim de 230 N•m la 1.750 rotatii pe minut.

### GPL
Din decembrie 2008 este disponibilă o versiune cu dublă alimentare (benzină și GPL) realizată datorită unui acord semnat de FIAT cu compania Landi Renzo (pentru Panda și Punto). Motorizarea este un 1.4 16V FIRE de 90 de cai putere.

### Diesel
Singura motorizare diesel disponibilă la lansare a fost 1.9 Multijet în versiunea 8V cu 120 de cai putere (cutie manuală cu 5 trepte) sau 16V cu 150 de cai putere (cutie manuală cu 6 trepte); ambele motorizări sunt turbocompresoare cu turbina cu geometrie variabilă. Pe unele piețe europene a fost introdusă și o versiune cu putere redusă a motorului 1.9 Multijet de 90 de cai putere.
Din primele luni ale anului 2008 a devenit disponibil noul motor 1.6 16V Multijet omologat inițial Euro 4, dar din mai 2009 a fost disponibilă și versiunea Euro 5 cu filtru de particule; motorul dezvoltă 105 cai putere în versiunea de bază cu turbo cu geometrie fixă, dar este disponibil și în varianta mai puternică de 120 de cai putere cu turbina cu geometrie variabilă. În 2009 a fost lansată și versiunea cu putere redusă de 90 de cai putere, iar mai târziu a fost introdusă și versiunea ecologică PurO2 cu motor 1.6 Multijet de 105 de cai putere și emisii reduse de dioxid de carbon. Această versiune a rămas în producție până în 2010.
Din noiembrie 2008 a devenit disponibil și motorul 2.0 Multijet de 165 de cai putere omologat Euro 5.
În 2015, la retragerea de pe piața europeană, era disponibil doar motorul diesel 1.6 Multijet, în variantele de 105 sau 120 de cai putere.

### Benzină
| Model                      | Ani       | Motor                             | Cilindree | Putere maximă                                                    | Cuplu maxim                                                                      | CO2 emisii (g/km) | 0–100 km/h (0-62 mph), s    | Viteză maximă                                            | Observații                       |
| -------------------------- | --------- | --------------------------------- | --------- | ---------------------------------------------------------------- | -------------------------------------------------------------------------------- | ----------------- | --------------------------- | -------------------------------------------------------- | -------------------------------- |
| 1.4 Fire 16V 90            | 2007–2014 | motor în linie-4, benzină         | 1.368 cmc | 66 kW (90 PS; 89 CP)                                             | 128 N·m (94 lb·ft) @4.500 rpm                                                    | 156               | 12,5                        | 179 km/h (111 mph)                                       |                                  |
| 1.4 Fire 16V 90 GPL        | 2009–2014 | motor în linie-4, benzină-GPL     | 1.368 cmc | 66 kW (90 PS; 89 CP)                                             | 128 N·m (94 lb·ft) @4.500 rpm                                                    | 134               | 12,5                        | 179 km/h (111 mph)                                       |                                  |
| 1.4 T-Jet 16V 120          | 2007–2014 | motor în linie-4, benzină         | 1.368 cmc | 88 kW (120 PS; 118 CP)                                           | 206 N·m (152 lb·ft) @2.000 rpm                                                   | 156               | 9,6                         | 197 km/h (122 mph)                                       |                                  |
| 1.4 T-Jet 16V 120 Dualogic | 2008–2014 | motor în linie-4, benzină         | 1.368 cmc | 88 kW (120 PS; 118 CP)                                           | 206 N·m (152 lb·ft) @2.000 rpm                                                   | 154               | 9,6                         | 197 km/h (122 mph)                                       |                                  |
| 1.4 Multiair Turbo 16V 140 | 2010–2014 | motor în linie-4, benzină         | 1.368 cmc | 103 kW (140 PS; 138 CP)                                          | 230 N·m (170 lb·ft) @1.750 rpm                                                   | 132               | 8,5 (8,2 Sport)             | 204 km/h (127 mph)                                       |                                  |
| 1.4 T-Jet 16V 150          | 2007–2010 | motor în linie-4, benzină         | 1.368 cmc | 110 kW (150 PS; 148 CP)                                          | 230 N·m (170 lb·ft) @3.000 rpm                                                   | 165               | 8,5 (8,2 Sport)             | 212 km/h (132 mph)                                       |                                  |
| 1.7 E.Torq 1.8 16V         | 2010–2014 | motor în linie-4, benzină/Ethanol | 1.747 cmc | 95 kW (129 PS; 127 CP) (benzină) 97 kW (132 PS; 130 CP) (etanol) | 180 N·m (133 lb·ft) @4.500 rpm (benzină) 185 N·m (136 lb·ft) @4.500 rpm (etanol) | n/a               | 10,3 (benzină) 9,9 (etanol) | 191 km/h (119 mph) (benzină) 193 km/h (120 mph) (etanol) | Versiune pentru piața braziliană |

### Diesel
| Model                         | Ani       | Motor                    | Cilindree | Putere maximă           | Cuplu maxim                    | CO2 emisii (g/km) | 0–100 km/h (0-62 mph), s | Viteză maximă      | Observații |
| ----------------------------- | --------- | ------------------------ | --------- | ----------------------- | ------------------------------ | ----------------- | ------------------------ | ------------------ | ---------- |
| 1.6 Multijet 16V 90           | 2009–2014 | motor în linie-4, diesel | 1.598 cmc | 66 kW (90 PS; 89 CP)    | 290 N·m (214 lb·ft) @1.500 rpm | 120               | 13,1                     | 173 km/h (107 mph) |            |
| 1.6 Multijet 16V 105          | 2008–2014 | motor în linie-4, diesel | 1.598 cmc | 77 kW (105 PS; 103 CP)  | 290 N·m (214 lb·ft) @1.500 rpm | 129               | 11,3                     | 187 km/h (116 mph) |            |
| 1.6 Multijet 16V PurO2 105    | 2009–2014 | motor în linie-4, diesel | 1.598 cmc | 77 kW (105 PS; 103 CP)  | 290 N·m (214 lb·ft) @1.500 rpm | 119               | 11,3                     | 187 km/h (116 mph) |            |
| 1.6 Multijet 16V 120          | 2008–2014 | motor în linie-4, diesel | 1.598 cmc | 88 kW (120 PS; 118 CP)  | 300 N·m (221 lb·ft) @1.500 rpm | 129               | 10,5                     | 195 km/h (121 mph) |            |
| 1.6 Multijet 16V 120 Dualogic | 2008–2014 | motor în linie-4, diesel | 1.598 cmc | 88 kW (120 PS; 118 CP)  | 300 N·m (221 lb·ft) @1.500 rpm | 120               | 10,5                     | 195 km/h (121 mph) |            |
| 1.9 Multijet 8V 90            | –         | motor în linie-4, diesel | 1.910 cmc | 66 kW (90 PS; 89 CP)    | 225 N·m (166 lb·ft) @2.000 rpm | 139               | 12,5                     | 174 km/h (108 mph) |            |
| 1.9 Multijet 8V 120           | 2007–2008 | motor în linie-4, diesel | 1.910 cmc | 88 kW (120 PS; 118 CP)  | 255 N·m (188 lb·ft) @2.000 rpm | 139               | 10,5                     | 194 km/h (121 mph) |            |
| 1.9 Multijet 16V 150          | 2007–2008 | motor în linie-4, diesel | 1.910 cmc | 110 kW (150 PS; 148 CP) | 305 N·m (225 lb·ft) @2.000 rpm | 149               | 9,0                      | 209 km/h (130 mph) |            |
| 2.0 Multijet 16V 165          | 2008–2012 | motor în linie-4, diesel | 1.956 cmc | 121 kW (165 PS; 162 CP) | 360 N·m (266 lb·ft) @2.000 rpm | 139               | 8,2                      | 215 km/h (134 mph) |            |